# Halte de Lithaire
La halte de Lithaire était une halte ferroviaire française de la ligne de Carentan à Carteret, située sur le territoire de la commune de Lithaire, dans le département de la Manche en région Normandie. 

## Situation ferroviaire
Établie à 45 m d'altitude, la halte de Lithaire était située au point kilométrique (PK) 330,335 de la ligne de Carentan à Carteret, entre les gares de Saint-Jores et de La Haye-du-Puits.

## Histoire
La Compagnie des chemins de fer de l'Ouest met en service la halte de Lithaire le 8 juillet 1894, le même jour que totalité de la ligne de Carentan à Carteret avec l'ouverture à l'exploitation de la section de Carentan à La Haye-du-Puits.
Le service voyageurs est transféré en service routier le 26 septembre 1971 par la Société nationale des chemins de fer français (SNCF). Le déclassement de la ligne est publié au Journal Officiel le 10 avril 1996.